# Dressel von Neuenberg
Dressel von Neu(en)berg bzw. Dreß(e)l war der Name eines alten, geadelten Patriziergeschlechts aus Eger.

## Geschichte
Der in königlich-böhmischen Diensten stehende Johann Heinrich Dreßel wurde am 25. August 1617 von Kaiser Mathias in den erblichen Adelsstand erhoben und ihm das Prädikat „von Neuenberg“ und eine Besserung seines seit vier Generationen geführten Familienwappens verliehen. Der Protestant Johann Paul I. Dreßl von Neuberg bekleidete in der Zeit der schwedischen Belagerung, 1647 das Amt des Bürgermeisters von Eger, der in Anerkennung seiner Verdienste, vom schwedischen General Karl Gustav von Wrangel die Goldene Ehrenkette erhielt. Johann Paul II. Dreßl von Neuberg war kaiserlicher Rittmeister und von 1663 bis 1676 Herr auf Unterpilmersreuth und Groß-Lehenstein im Egerland. Der reiche Bürger Georg Dreßl von Neuberg legte im 18. Jahrhundert auf einer gerodeten Waldgrundstück unweit des Wildenhofs den Meierhof Gregerhof an, den er an seine Tochter und ihren Ehemann, den Bürgermeister Maximilian Limbeck von Lilienau vererbte. 1767 erscheint Christoph Dressel von Neuberg als königlich-böhmischer Herold. In den geistlichen Stand trat Vinzenz Dreßl von Neuberg, seit 2. August 1787 Pfarrer von St. Anna und seit 1793 Pfarrer von Neualbenreuth. Letzterer erbaute die nach ihm benannten Vinzenkapelle. Amandus Dreßl von Neuberg († 4. Oktober 1825) war seit 1790 Dominikanerprior in Eger, wo er auch starb. Im 19. Jahrhundert waren Angehörige als Kanzlisten am k. k. Hofkammergericht in Wien-Leopoldstadt tätig.  

## Genealogie (Auswahl)
1. Maximilian Dressel von Neuenberg († 14. Januar 1822), am k. k. Hofkammergericht in Leopoldstadt, ⚭ Josepha von Amman († 16. Oktober 1825)
  1. Karl Maxmilian Dressel von Neuenberg, Kanzlist der k. k. Hofkammer in Leopoldstadt, ⚭ Juliane Richter, Magistratstochter 
    1. Marie Dressel von Neuenberg (* 1. Januar 1826)
    2. Antonia Dressel von Neuenberg (* 14. Juli 1827)
2. Andreas Dressel von Neuenberg, Provinzial der Franziskaner in Eger
3. Franziska Dressel von Neuenberg, ledig in Eger[5]

## Wappen
Blasonierung: Geteilter Schild, oben in Gold zwei Tauben, unten in Schwarz eine goldene Taube. 